# Municipio XI (2001-2013)
Pour l’article homonyme, voir Municipio XI (2013).

Localisation de l'ancien Municipio XI sur la carte administrative de Rome avant 2013.

Le  Municipio XI, dit Appia Antica, est une ancienne subdivision administrative de Rome située au sud-est de la ville.

## Historique
En mars 2013, il est remplacé par le nouveau Municipio VIII sur le même territoire.

## Subdivisions
Il était divisé en neuf zones urbanistiques :
- 11a - Ostiense
- 11b - Valco San Paolo
- 11c - Garbatella
- 11d - Navigatori
- 11e - Tor Marancia
- 11f - Tre fontane
- 11g - Grottaperfetta
- 11x - Appia Antica Nord
- 11y - Appia Antica Sud